# Little Child
"Little Child" är en sång av den brittiska rockgruppen The Beatles, först utgiven den 22 november 1963. Sången är skriven av John Lennon och Paul McCartney och släpptes första gången på gruppens andra studioalbum With the Beatles. I USA släpptes sången i den 20 januari 1964 på albumet Meet the Beatles!.

## Inspelning
"Little Child" var ursprungligen tänkt för Ringo Starr och skulle därför blivit hans sång på albumet, i stil med "Boys" på gruppens debutalbum Please Please Me. Istället valdes "I Wanna Be Your Man" till Starr, och därför valdes John Lennon och Paul McCartney till sång på "Little Child". Sången spelades in vid totalt tre tillfällen, den första den 11 september 1963 där gruppen spelade in två tagningar. Dagen efter återkom man och spelade in ytterligare 16 tagningar, inklusive pålägg med piano och munspel. Gruppen återupptog inspelningarna den 3 oktober samma år och spelade in tre tagningar till.

## Medverkande
- John Lennon – sång, kompgitarr, munspel
- Paul McCartney – sång, basgitarr, piano
- George Harrison – sologitarr
- Ringo Starr – trummor, övriga slagverk

Medverkande enligt Ian MacDonald.